# Arnhac
Arnhac (francès Arignac) és un municipi francès del departament de l'Arieja i la regió d'Occitània.